# Anagrus elongatus
Anagrus elongatus är en stekelart som först beskrevs av Jean Risbec 1950.  Anagrus elongatus ingår i släktet Anagrus och familjen dvärgsteklar. Inga underarter finns listade i Catalogue of Life.